# Чемпионат России по лёгкой атлетике 1908
Чемпионат России по лёгкой атлетике 1908 года прошёл 14—15 июня в Санкт-Петербурге и стал первым подобным турниром в истории страны. Он был организован Санкт-Петербургским Кружком любителей спорта («Спорт») в честь своего 20-летия. Главная арена состязаний расположилась на Крестовском острове (Петровский проспект, 7). Соревнования состоялись в 10 легкоатлетических дисциплинах.

## Соревнования
В соревнованиях приняли участие 45 спортсменов из 6 клубов: «Спорт» (Санкт-Петербург), РНОЛС (Санкт-Петербург), «Тармо» (Санкт-Петербург), Нарвский кружок спортсменов (Санкт-Петербург), английский футбольный клуб «Нева» (Санкт-Петербург) и «Унион» (Рига). К первенству допускались и иностранные подданные, но проживающие в России не менее года. Участниками чемпионата были установлены 5 новых рекордов России (три из них — на счету метателя Николая Неклепаева).

## Медалисты
| Дисциплина        | Золото                                    | Золото  | Серебро                                 | Серебро | Бронза                                  | Бронза  |
| ----------------- | ----------------------------------------- | ------- | --------------------------------------- | ------- | --------------------------------------- | ------- |
| 100 м             | Гарри Аддисон «Унион» Рига                | 11,6    | Николай Штиглиц «Спорт» Санкт-Петербург | 11,6    | Георгий Штиглиц «Спорт» Санкт-Петербург | 11,8    |
| 400 м             | Павел Лидваль «Спорт» Санкт-Петербург     | 55,4    | Андрей Ганзен РНОЛС Санкт-Петербург     | 56,0    | Георгий Штиглиц «Спорт» Санкт-Петербург | 58,0    |
| 1500 м            | К. Куйв «Унион» Рига                      | 4.42,6  | М. Кинг «Нева» Санкт-Петербург          | 4.50,2  | Павел Лидваль «Спорт» Санкт-Петербург   | 4.53,6  |
| 110 м с барьерами | Павел Лидваль «Спорт» Санкт-Петербург     | 17,0    | Онни Генриксон «Спорт» Санкт-Петербург  | 18,2    | Алоис Вейвода «Спорт» Санкт-Петербург   | 19,4    |
| Прыжок в высоту   | Гарри Аддисон «Унион» Рига                | 1,60 м  | Павел Лидваль «Спорт» Санкт-Петербург   | 1,57 м  | Ульрих Бааш «Спорт» Санкт-Петербург     | 1,55 м  |
| Прыжок с шестом   | Ульрих Бааш «Спорт» Санкт-Петербург       | 3,14 м  | Онни Генриксон «Спорт» Санкт-Петербург  | 3,08 м  | Пауль Лит «Унион» Рига                  | 2,90 м  |
| Прыжок в длину    | Оскар Лит «Унион» Рига                    | 6,11 м  | Ульрих Бааш «Спорт» Санкт-Петербург     | 5,97 м  | Андрей Ганзен РНОЛС Санкт-Петербург     | 5,94 м  |
| Толкание ядра     | Николай Неклепаев «Спорт» Санкт-Петербург | 11,01 м | Ферри Фарнаст «Унион» Рига              | 10,15 м | К. Шульц «Унион» Рига                   | 9,69 м  |
| Метание диска     | Николай Неклепаев «Спорт» Санкт-Петербург | 33,92 м | Эрих Валли «Тармо» Санкт-Петербург      | 31,10 м | Оскар Лит «Унион» Рига                  | 30,53 м |
| Метание копья     | Николай Неклепаев «Спорт» Санкт-Петербург | 45,05 м | Эрих Валли «Тармо» Санкт-Петербург      | 41,43 м | О. Гранлунд «Тармо» Санкт-Петербург     | 36,68 м |